# Podogymnura aureospinula
Podogymnura aureospinula är en däggdjursart som beskrevs av Heaney och Gary Scott Morgan 1982. Podogymnura aureospinula ingår i släktet Podogymnura och familjen igelkottdjur. IUCN kategoriserar arten globalt som starkt hotad. Inga underarter finns listade i Catalogue of Life.
Denna råttigelkott blir med svans 249 till 284 mm lång, svanslängden är 59 till 73 mm och bakfötterna är 39 till 42 mm långa. Den har som alla råttigelkottar inga taggar men några glest fördelade gula hår är ganska styva. De andra håren på ovansidan har en gråbrun färg. Undersidans päls bildas av hår som är grå vid roten och brun vid spetsen. Med sin spetsiga nos, sina små ögon och den korta svansen påminner djuret om en näbbmus.
Arten förekommer på några mindre öar i sydöstra Filippinerna. Den lever i regnskogar och i andra skogar i låglandet och besöker även jordbruksmark nära skogarna.